# Walter von Keudell
Walter von Keudell est un homme politique allemand, né le 17 juillet 1884 à Castellammare di Stabia (Italie) et mort le 7 mai 1973 à Bonn (RFA).

## Biographie
Walter von Keudell est le fils de Robert von Keudell et le frère aîné d'Otto von Keudell (de). Il est successivement membre du Parti national du peuple allemand (le DNVP), du Parti chrétien-national des paysans et des fermiers (le CNBL), du Parti national-socialiste des travailleurs allemands (le parti nazi) puis de la CDU.
Par ailleurs, de 1927 à 1928, il a été ministre de l'Intérieur.